# Rote Liste gefährdeter Schmetterlinge Japans
Diese Rote Liste gefährdeter Schmetterlinge Japans ist ein Ausschnitt der durch das Japanische Umweltministerium veröffentlichten Roten Liste gefährdeter Insekten Japans. Andere untersuchte Wildtier- und Pflanzenarten werden ebenfalls in separaten Listen veröffentlicht und in der Roten Liste gefährdeter Arten Japans zusammengefasst. Die Unterkategorien sind für die Tierarten Säugetiere, Vögel, Amphibien, Reptilien, Brack-/Süßwasserfische, Insekten, Land-/Süßwassermollusken und andere wirbellose Tiere, sowie für die Pflanzenarten Gefäßpflanzen, Moos, Algen, Flechten und Pilze.
Die Gesamtüberprüfung der gefährdeten Arten wird ungefähr alle fünf Jahre durchgeführt. Ab 2015 werden Arten deren Gefährdungskategorie aufgrund einer Verschlechterung des Lebensraums oder ähnlichem erneut untersucht werden müssen, jederzeit nach Bedarf einzeln überarbeitet. Die letzte überarbeitete Ausgabe ist die Rote Liste 2020. Dabei gibt es in Japan mehr als 32.000 Insektenarten zu untersuchen und in Gefährdungskategorien zu unterteilen. Die in Japan gefährdeten Schmetterlingsarten sind im Folgenden aufgelistet. Die Gefährdungskategorien entsprechen dabei oft nicht der internationalen Einstufung der IUCN, da es sich um eine nationale Bewertung handelt.

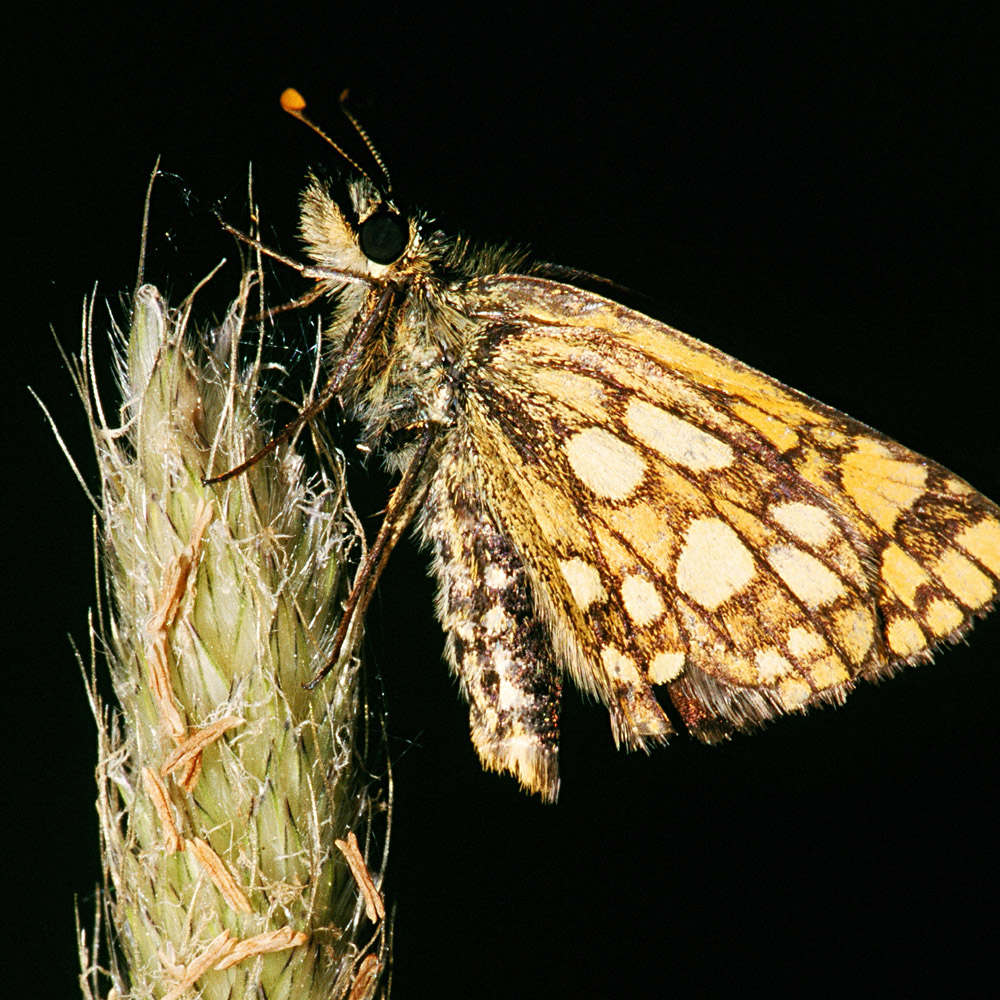
Gelbwürfeliger Dickkopffalter

| Jahr | Anzahl der zu bewertenden Arten | EX | EW | CR | EN | VU | NT  | DD | Gesamtzahl | LP |
| ---- | ------------------------------- | -- | -- | -- | -- | -- | --- | -- | ---------- | -- |
| 2020 | ca. 300                         | 0  | 0  | 21 | 31 | 36 | 112 | 2  | 202        |    |

## Vom Aussterben bedroht (CR)
21 Arten:

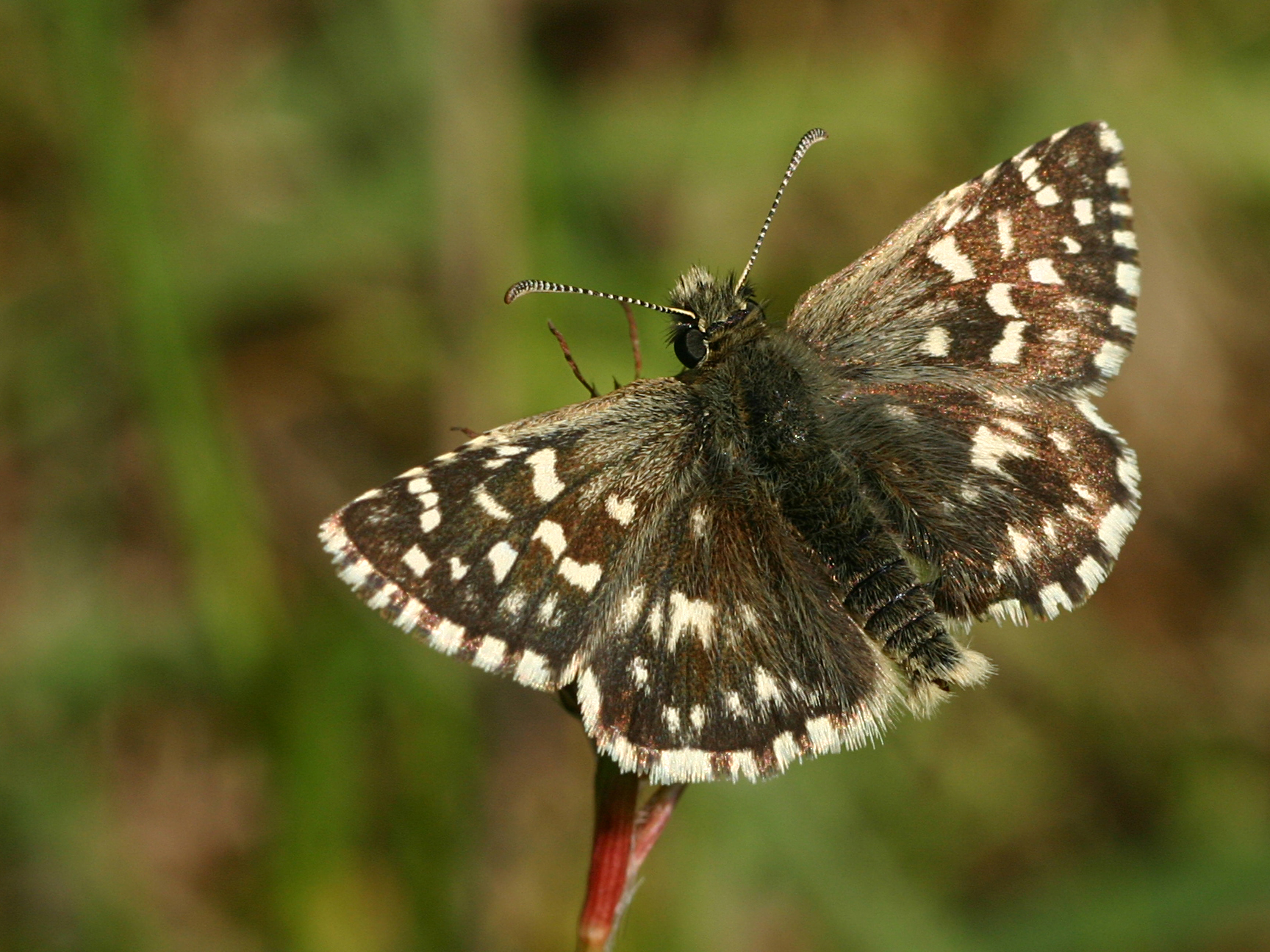
Kleiner Würfel-Dickkopffalter

- Gelbwürfeliger Dickkopffalter (Unterart Carterocephalus palaemon akaishianus, jap. タカネキマダラセセリ赤石山脈亜種)
- Kleiner Würfel-Dickkopffalter (Unterart Pyrgus malvae unomasahiroi, jap. ヒメチャマダラセセリ)
- Pieris canidia kaolicola, jap. タイワンモンシロチョウ対馬・朝鮮半島亜種
- Antigius butleri kurinodakensis, jap. ウスイロオナガシジミ鹿児島県栗野岳亜種
- Celastrina ogasawaraensis, jap. オガサワラシジミ
- Everes lacturnus lacturnus, jap. タイワンツバメシジミ名義タイプ亜種, 琉球亜種
- Japonica onoi mizobei, jap. カシワアカシジミ（キタアカシジミ）冠高原亜種

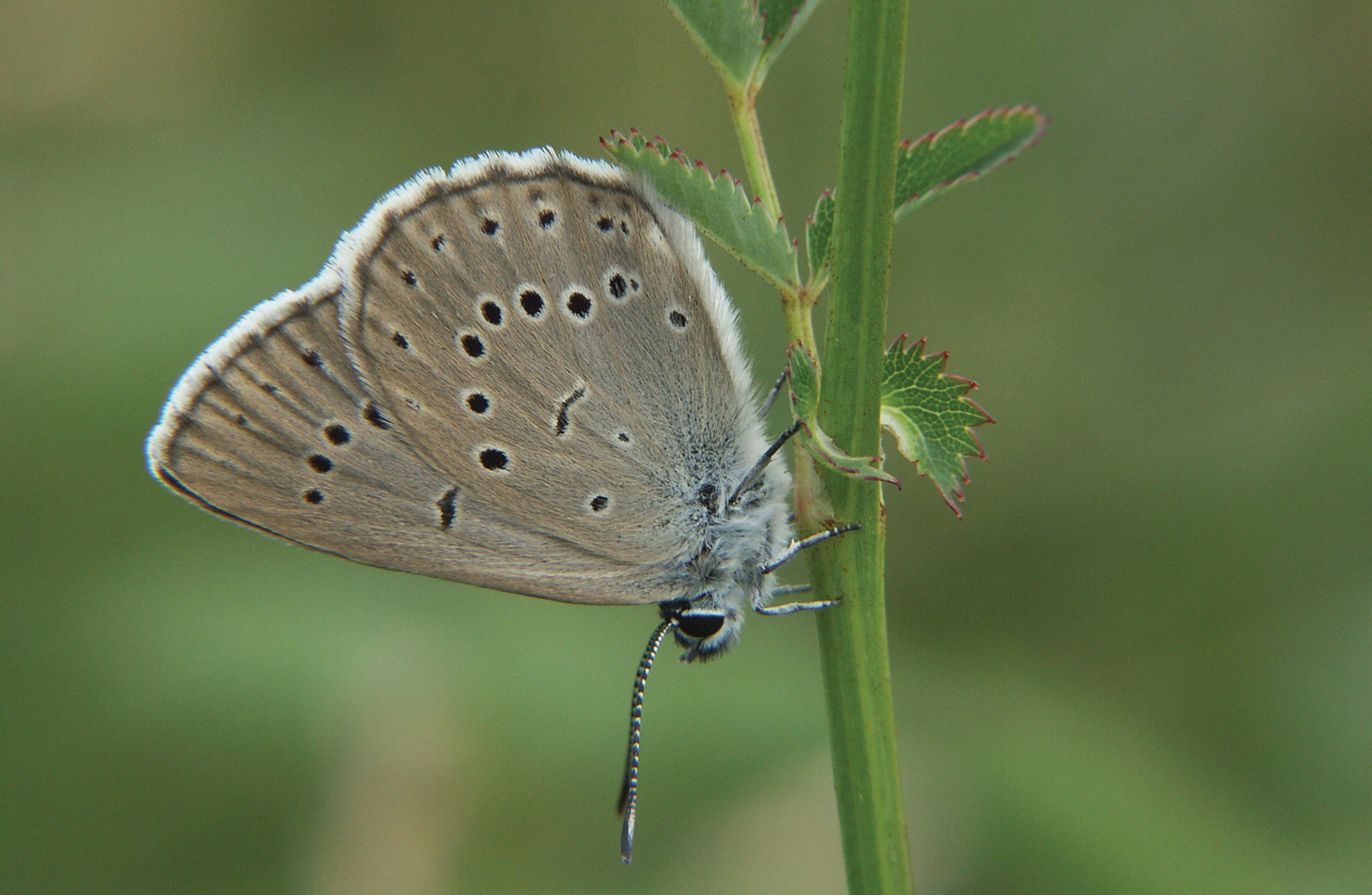
Heller Wiesenknopf-Ameisenbläuling

- Heller Wiesenknopf-Ameisenbläuling (Unterart Phengaris teleius kazamoto, jap. ゴマシジミ): Kanto, Chubu
- Pithecops fulgens tsushimanus, jap. ツシマウラボシシジミ
- Plebejus subsolanus iburiensis, jap. アサマシジミ北海道亜種
- Shijimia moorei moorei, jap. ゴイシツバメシジミ
- Shijimiaeoides divinus barine, jap. オオルリシジミ本州亜種
- Stromtal-Wiesenvögelchen (Unterart Coenonympha oedippus annulifer, jap. ヒメヒカゲ長野県・群馬県亜種)

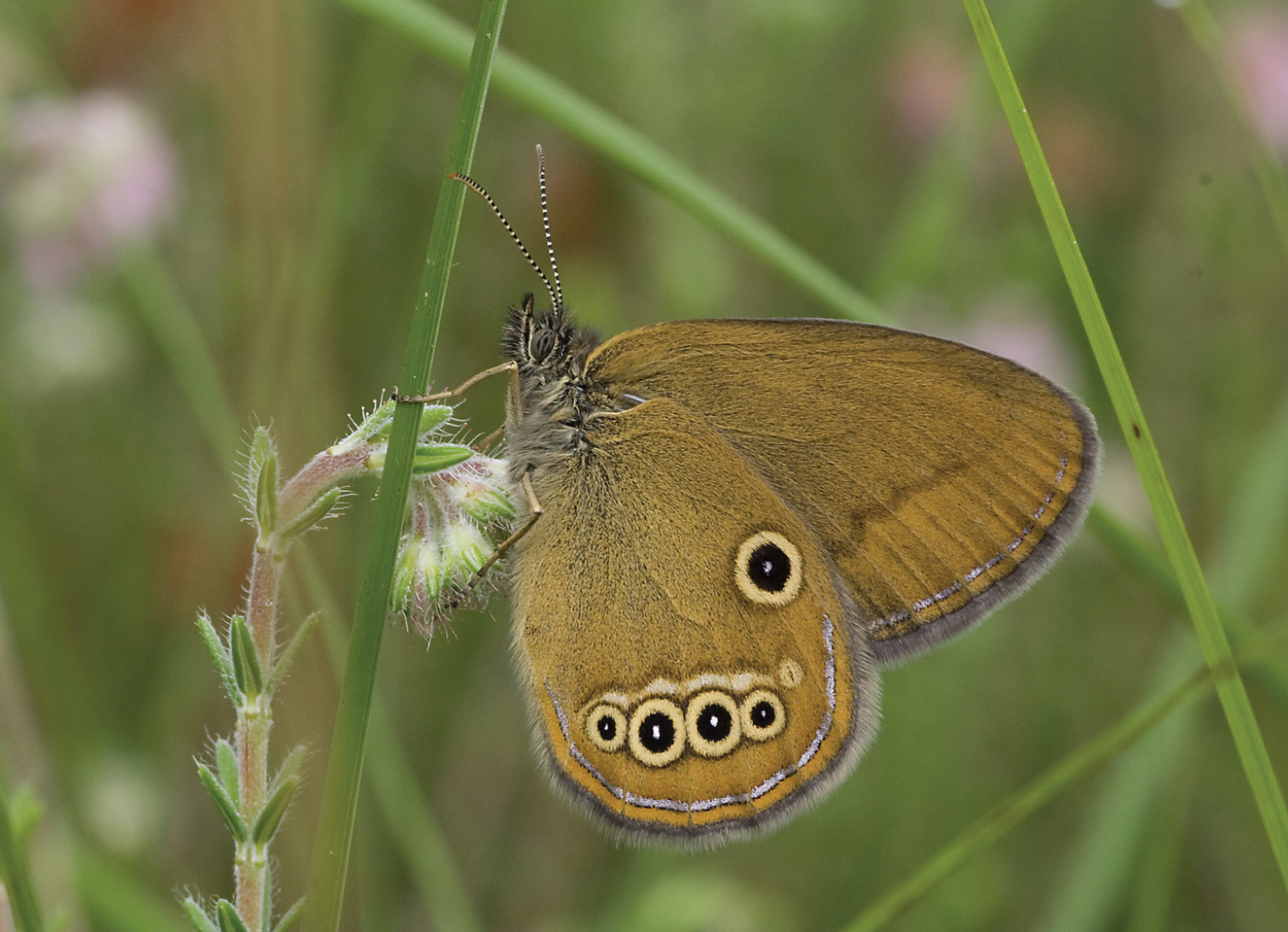
Stromtal-Wiesenvögelchen

- Fabriciana nerippe, jap. オオウラギンヒョウモン
- Melitaea protomedia, jap. ウスイロヒョウモンモドキ
- Melitaea scotosia, jap. ヒョウモンモドキ
- Oeneis norna sugitanii, jap. タカネヒカゲ八ヶ岳亜種
- Sebastosema bubonaria, jap. カバシタムクゲエダシャク
- Oxytrypia orbiculosa, jap. ミヨタトラヨトウ
- Sideridis incommoda, jap. アサギリヨトウ（キシダムラサキヨトウ）
- Sinocharis korbae, jap. ノシメコヤガ

## Stark gefährdet (EN)
31 Arten:

- Scalarignathia montis, jap. ミスジコスカシバ
- Aeromachus inachus inachus, jap. ホシチャバネセセリ
- Hesperia florinda florinda, jap. アカセセリ
- Parnara ogasawarensis, jap. オガサワラセセリ

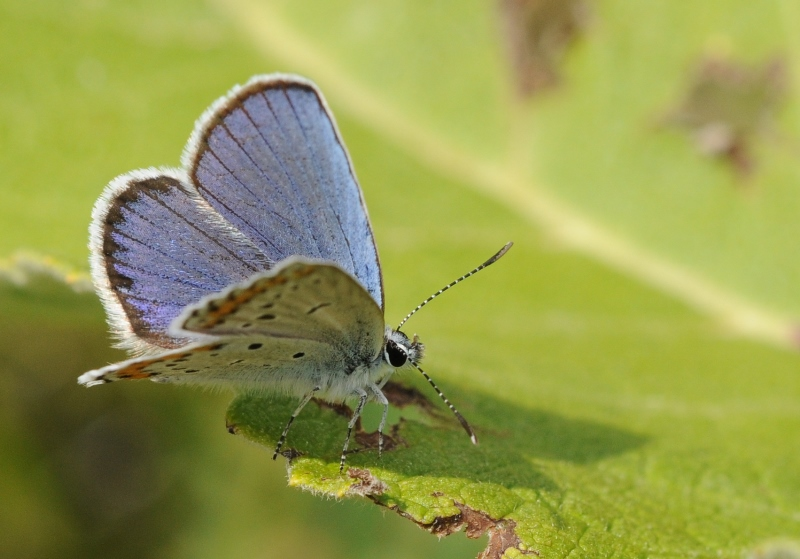
Kronwicken-Bläuling

- Pyrgus maculatus maculatus, jap. チャマダラセセリ
- Aporia hippia japonica, jap. ミヤマシロチョウ
- Eurema laeta bethesba, jap. ツマグロキチョウ
- Gonepteryx maxima maxima, jap. ヤマキチョウ

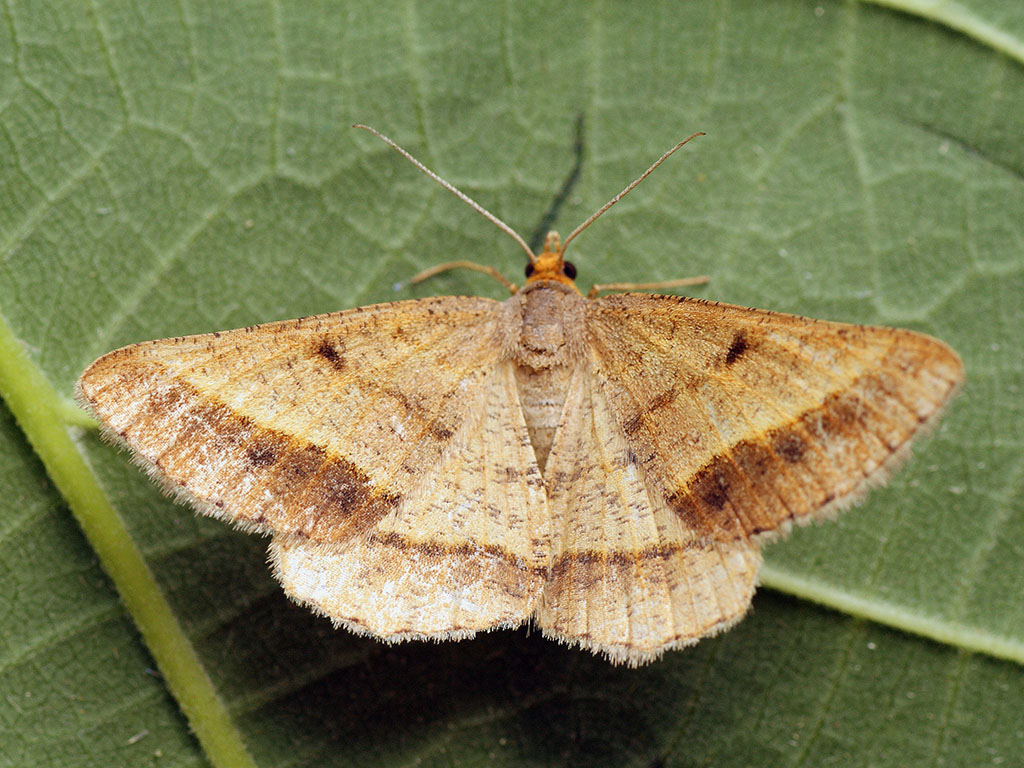
Gelblicher Luzernespanner

- Leptidea amurensis, jap. ヒメシロチョウ
- Everes lacturnus kawaii, jap. タイワンツバメシジミ日本本土亜種
- Niphanda fusca, jap. クロシジミ
- Heller Wiesenknopf-Ameisenbläuling (Unterart Phengaris teleius daisensis, jap. ゴマシジミ中国地方・九州亜種)
- Kronwicken-Bläuling (Unterart Plebejus argyrognomon praeterinsularis, jap. ミヤマシジミ)
- Plebejus subsolanus yaginus, jap. アサマシジミ本州亜種
- Shijimiaeoides divinus asonis, jap. オオルリシジミ九州亜種
- Zizina emelina, jap. シルビアシジミ
- Stromtal-Wiesenvögelchen (Unterart Coenonympha oedippus arothius, jap. ヒメヒカゲ本州中部・近畿・中国地方亜種)
- Lethe marginalis, jap. クロヒカゲモドキ
- Melitaea ambigua niphona, jap. コヒョウモンモドキ
- Brabira kasaii, jap. チャホシホソバナミシャク
- Epirrhoe hastulata echigoensis, jap. ヒトスジシロナミシャク本州亜種
- Heterophleps endoi, jap. サキシマウスクモナミシャク

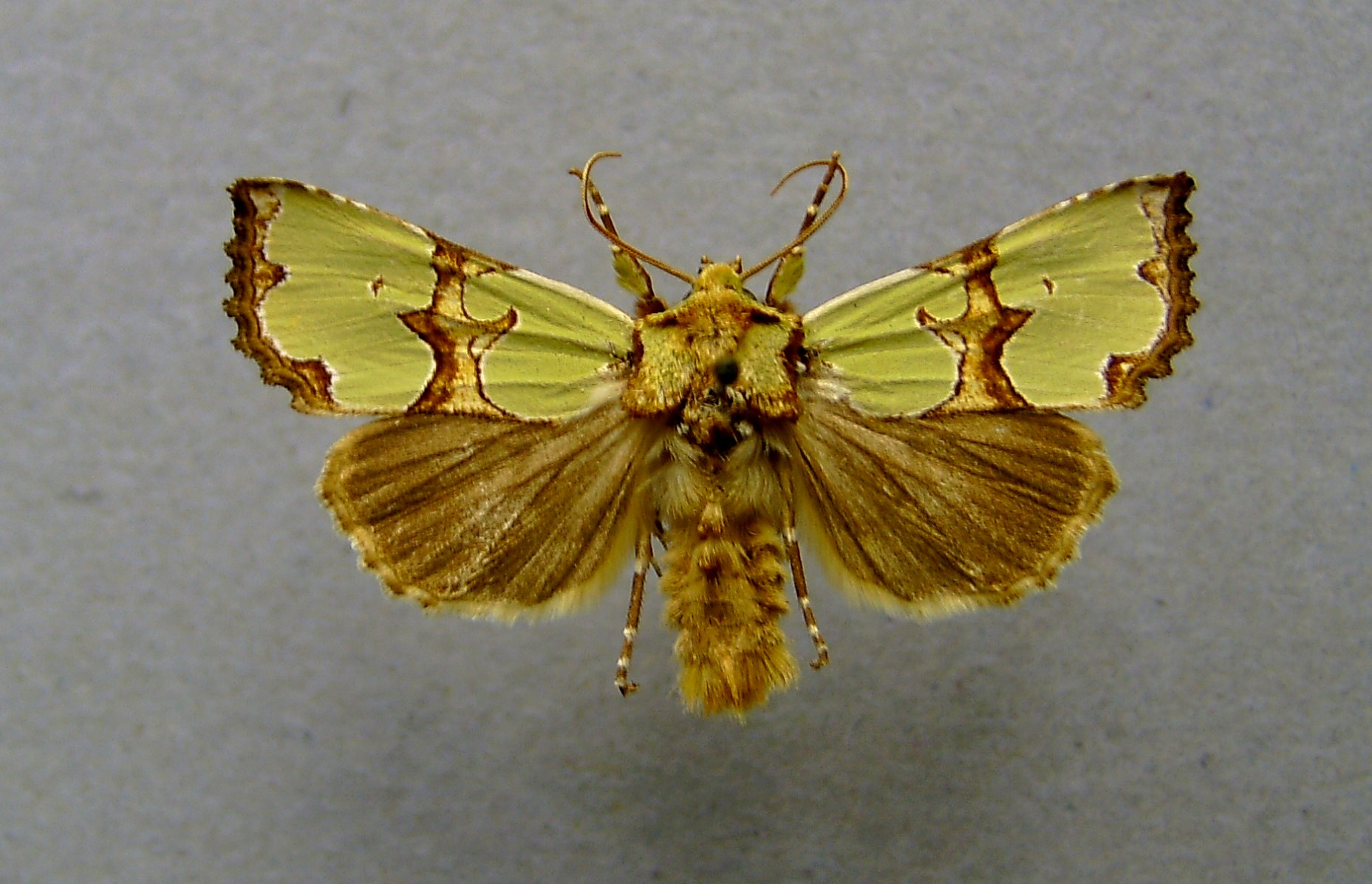
Malachiteule

- Gelblicher Luzernespanner (Isturgia arenacearia, jap. ソトオビエダシャク)
- Chersotis deplanata, jap. ヒメカクモンヤガ
- Condica illustrata, jap. ヘリグロヒメヨトウ
- Cymatophoropsis trimaculata, jap. ミツモンケンモン
- Dasypolia fani, jap. オガサワラヒゲヨトウ
- Lacanobia aliena, jap. オイワケクロヨトウ
- Leucapamea hikosana, jap. クロコシロヨトウ
- Paraphyllophila confusa, jap. ミスズコヤガ
- Malachiteule (Staurophora celsia, jap. コンゴウミドリヨトウ)

## Gefährdet (VU)
36 Arten:

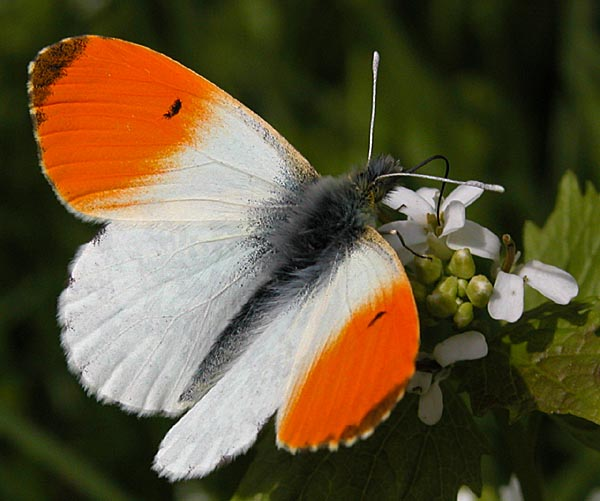
Aurorafalter

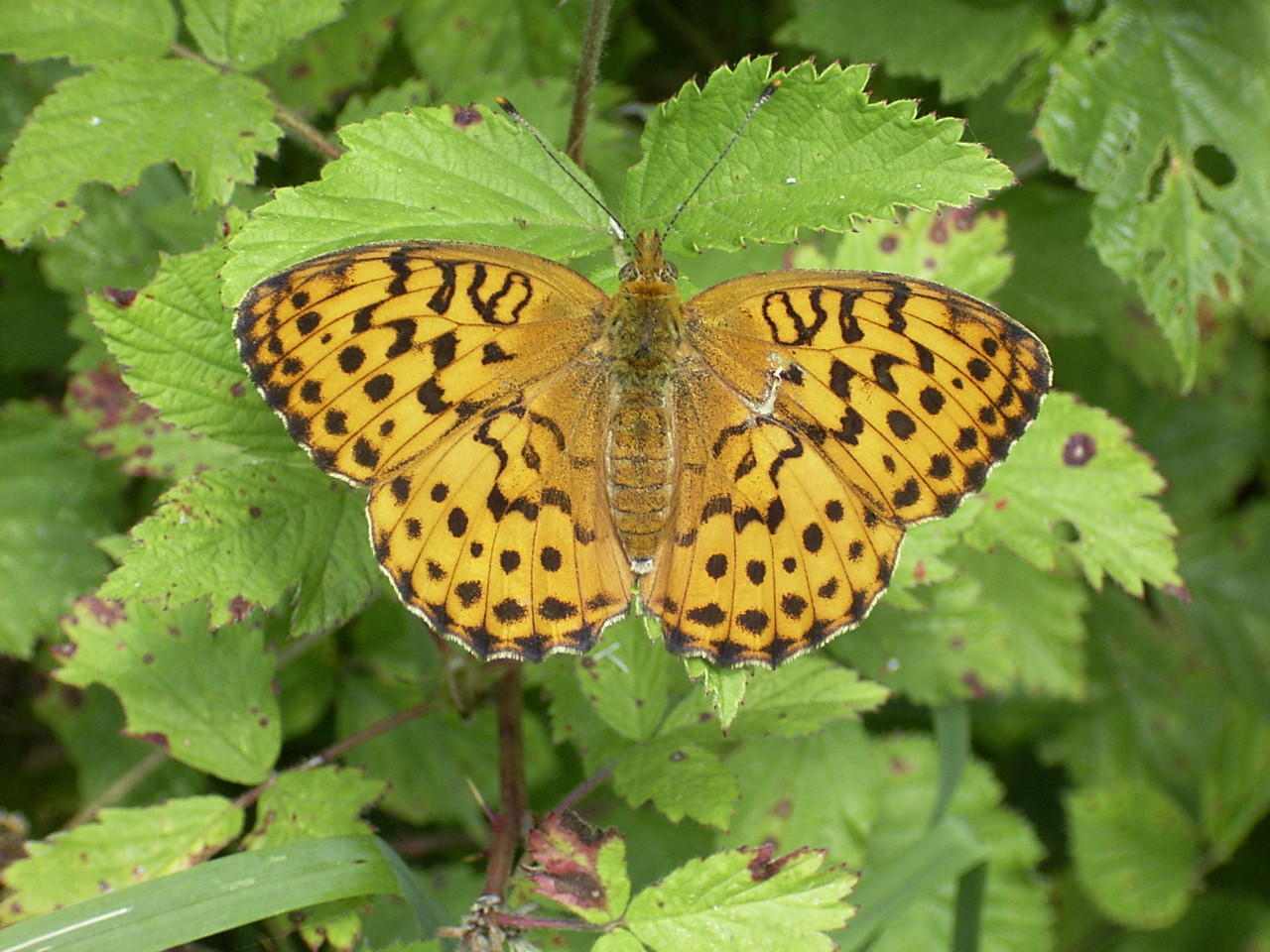
Brombeer-Perlmuttfalter

- Macroscelesia longipes yamatoensis, jap. アシナガモモブトスカシバ
- Zygaena niphona hakodatensis, jap. ベニモンマダラ道南亜種
- Ochlodes subhyalinus asahinai, jap. アサヒナキマダラセセリ
- Parnara bada, jap. ヒメイチモンジセセリ
- Luehdorfia japonica, jap. ギフチョウ
- Aurorafalter (Unterart Anthocharis cardamines hayashii, jap. クモマツマキチョウ八ヶ岳・南アルプス亜種)
- Coreana raphaelis yamamotoi, jap. チョウセンアカシジミ
- Japonica onoi onoi, jap. カシワアカシジミ（キタアカシジミ）名義タイプ亜種, 北海道・東北地方亜種
- Panchala ganesa loomisi, jap. ルーミスシジミ
- Heller Wiesenknopf-Ameisenbläuling (Unterart Phengaris teleius hosonoi, jap. ゴマシジミ中部高地帯亜種)
- Plebejus subsolanus yarigadakeanus, jap. アサマシジミ本州高地亜種
- Zizeeria karsandra, jap. ハマヤマトシジミ
- Argyronome laodice japonica, jap. ウラギンスジヒョウモン
- Brombeer-Perlmuttfalter (Unterart Brenthis daphne rabdia, jap. ヒョウモンチョウ本州中部亜種)
- Lasiommata deidamia kampuzana, jap. ツマジロウラジャノメ四国亜種
- Großer Eisvogel (Unterart Limenitis populi jezoensis, jap. オオイチモンジ)
- Ypthima multistriata niphonica, jap. ウラナミジャノメ日本本土亜種
- Amraica kimurai, jap. サキシマオオエダシャク

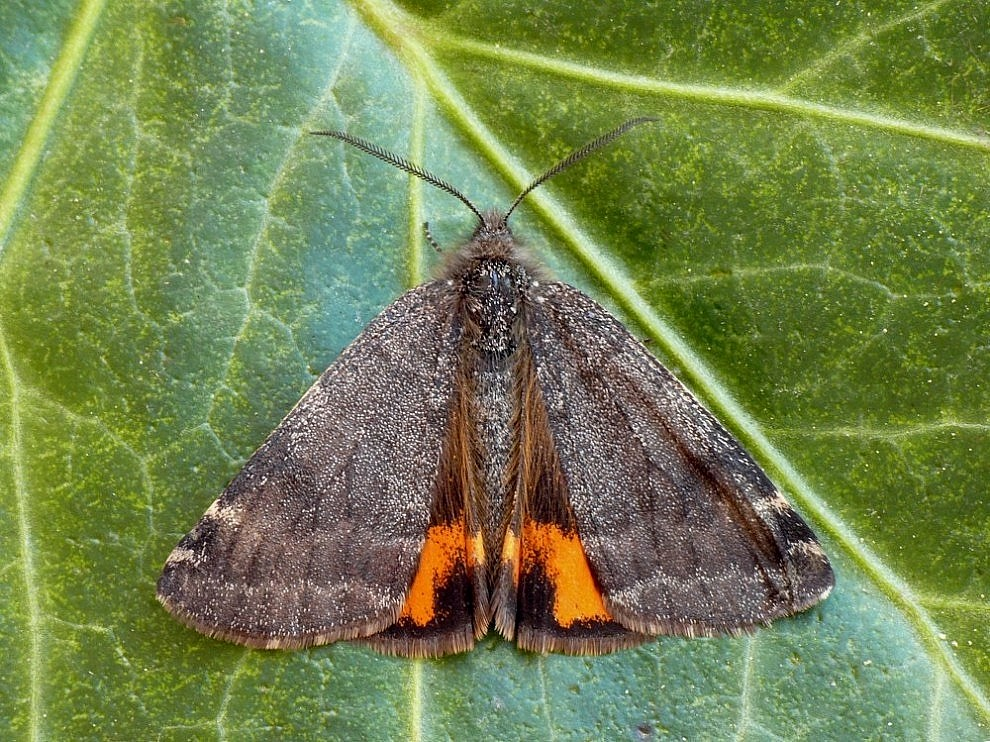
Mittleres Jungfernkind

- Mittleres Jungfernkind (Unterart Archiearis notha okanoi, jap. クロフカバシャク)
- Hypoxystis pulcheraria, jap. アキヨシトガリエダシャク

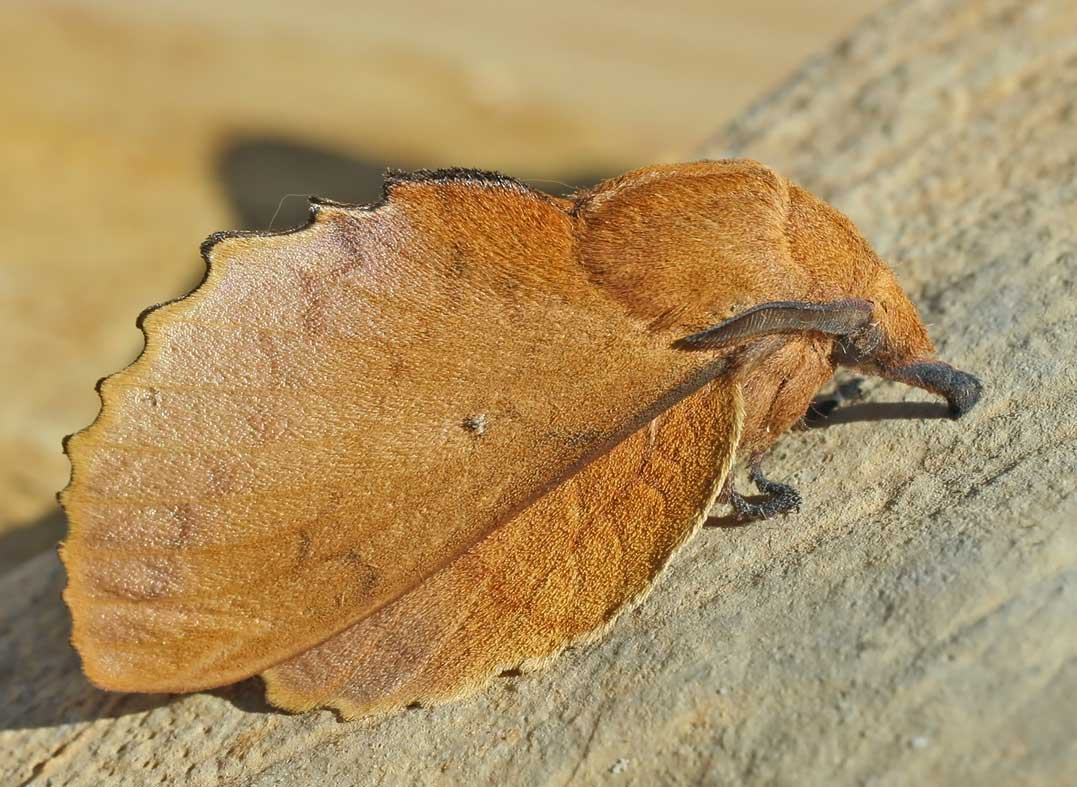
Kupferglucke

- Kupferglucke (Gastropacha quercifolia, jap. ヒロバカレハ)
- Hemaris radians, jap. スキバホウジャク
- Laelia miyanoi, jap. ミヤノスゲドクガ
- Capsula aerata, jap. ガマヨトウ
- Capsula sparganii, jap. キスジウスキヨトウ
- Chasmina takakuwai, jap. オガサワラシロガ
- Chilodes pacificus, jap. ヌマベウスキヨトウ
- Doerriesa coenosa, jap. キュウシュウスジヨトウ
- Doerriesa striata, jap. エゾスジヨトウ
- Eulocastra sasakii, jap. シラユキコヤガ
- Nonagria puengeleri, jap. オオチャバネヨトウ
- Plusilla rosalia, jap. ギンモンアカヨトウ
- Protodeltote wiscotti, jap. マガリスジコヤガ
- Pseudohermonassa velata, jap. エゾクシヒゲモンヤガ
- Xylomoia fusei, jap. イチモジヒメヨトウ
- Xylomoia graminea, jap. クシロモクメヨトウ

## Potentiell gefährdet (NT)
112 Arten:

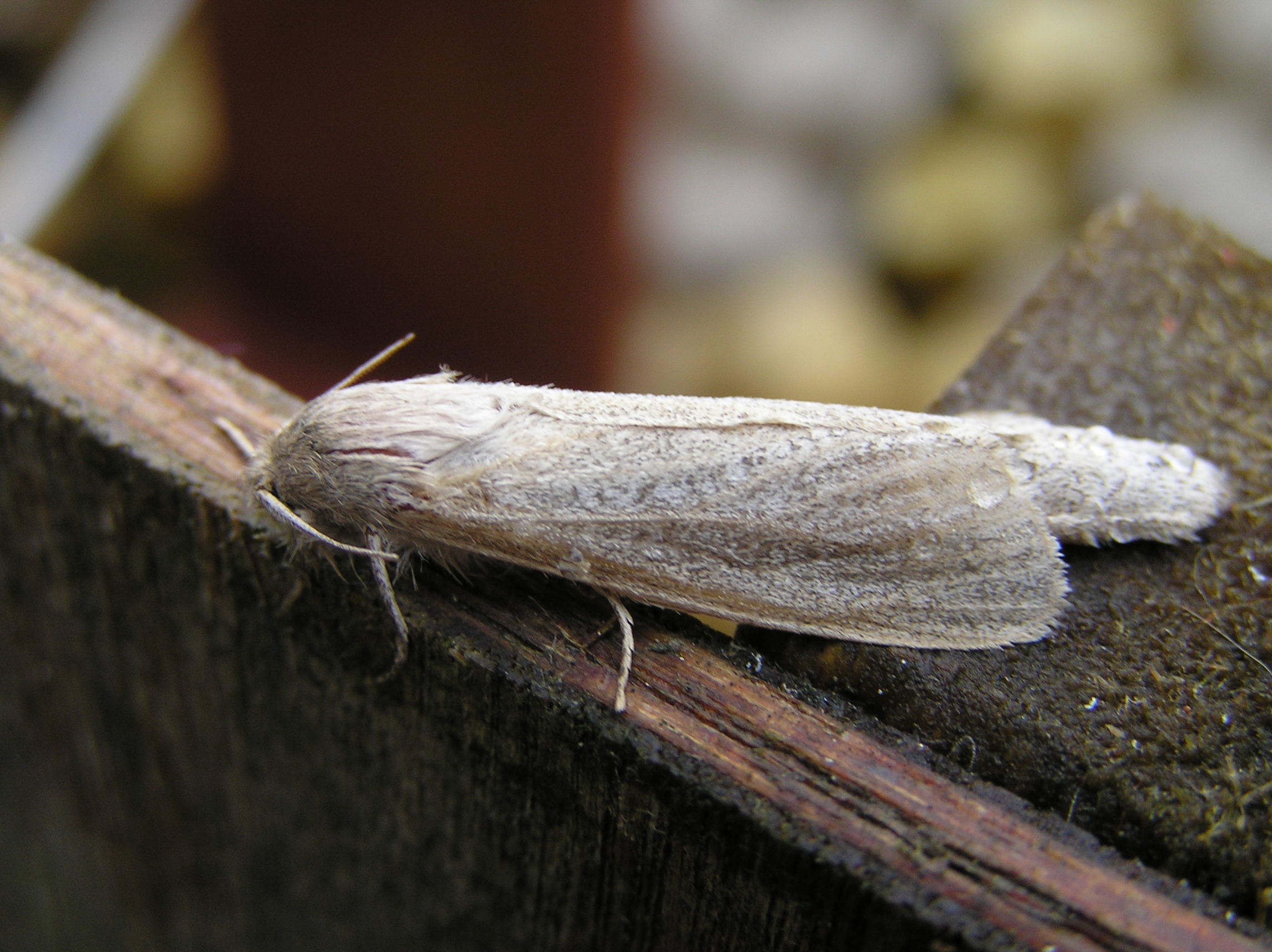
Rohrbohrer

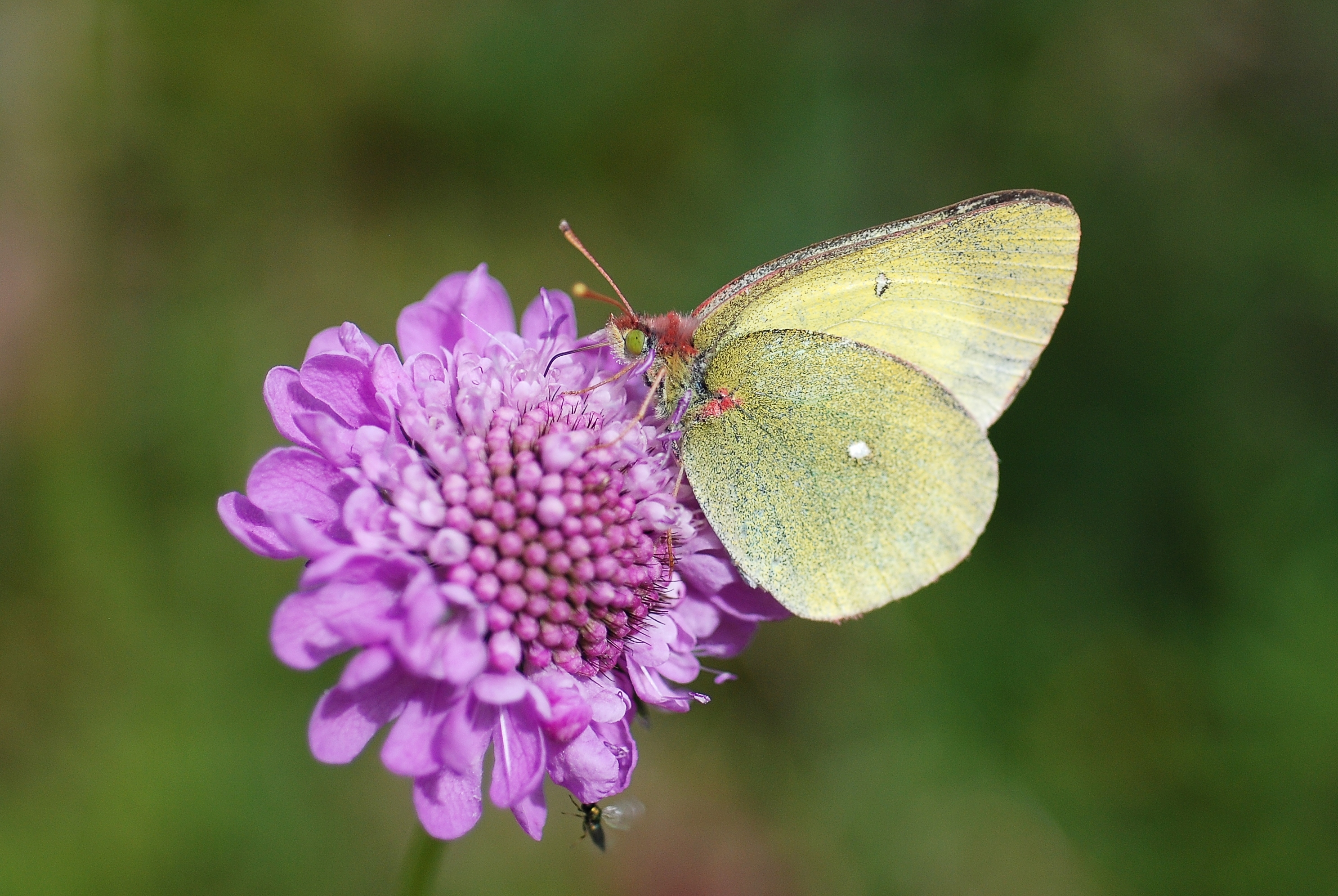
Hochmoorgelbling

- Rohrbohrer (Phragmataecia castaneae, jap. ハイイロボクトウ)
- Balataea octomaculata, jap. ヤホシホソマダラ
- Eterusia watanabei, jap. ツシマキモンチラシ
- Dunkles Grünwidderchen (Rhagades pruni, jap. ルリハダホソクロバ)
- Zygaena niphona niphona, jap. ベニモンマダラ本土亜種
- Chilo pulveratus, jap. ゴマフツトガ
- Chrysoteuchia moriokensis, jap. モリオカツトガ
- Paracymoriza vagalis, jap. カワゴケミズメイガ
- Parapoynx ussuriensis, jap. ムナカタミズメイガ
- Gelbwürfeliger Dickkopffalter (Unterart Carterocephalus palaemon satakei, jap. タカネキマダラセセリ飛騨山脈亜種)
- Leptalina unicolor, jap. ギンイチモンジセセリ
- Thymelicus leoninus hamadakohi, jap. スジグロチャバネセセリ愛媛亜種
- Thymelicus leoninus leoninus, jap. スジグロチャバネセセリ名義タイプ亜種
- Luehdorfia puziloi inexpecta, jap. ヒメギフチョウ本州亜種
- Luehdorfia puziloi yessoensis, jap. ヒメギフチョウ北海道亜種
- Parnassius eversmanni daisetsuzanus, jap. ウスバキチョウ

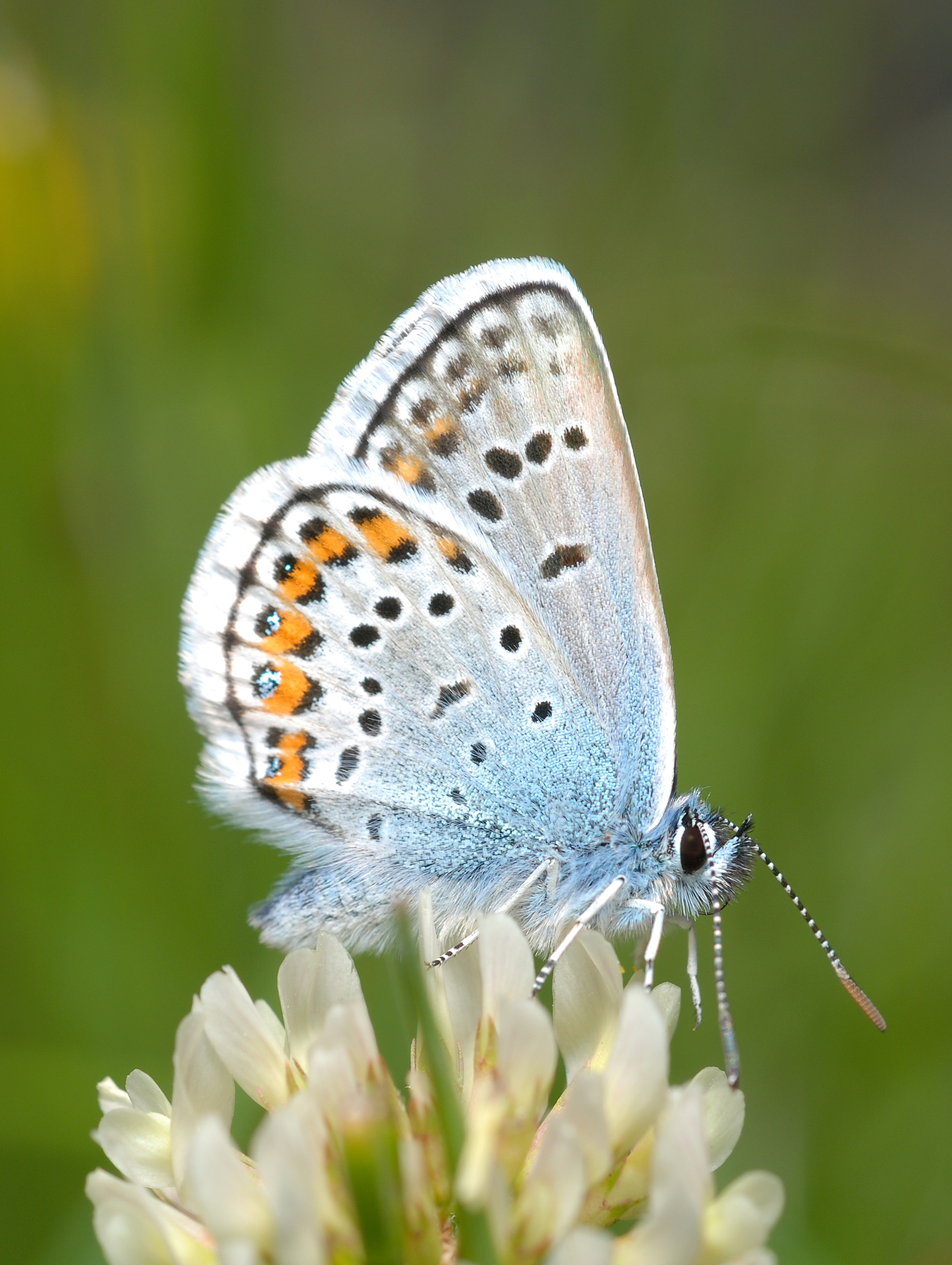
Geißklee-Bläuling

- Aurorafalter (Unterart Anthocharis cardamines isshikii, jap. クモマツマキチョウ北アルプス・戸隠亜種)
- Hochmoorgelbling (Unterart Colias palaeno aias, jap. ミヤマモンキチョウ浅間連山亜種)
- Hochmoorgelbling (Unterart Colias palaeno sugitanii, jap. ミヤマモンキチョウ北アルプス亜種)
- Artipe eryx okinawana, jap. イワカワシジミ
- Fixsenia iyonis iyonis, jap. ベニモンカラスシジミ名義タイプ亜種, 四国亜種
- Fixsenia iyonis kibiensis, jap. ベニモンカラスシジミ中国地方亜種
- Fixsenia iyonis surugaensis, jap. ベニモンカラスシジミ中部地方亜種
- Glaucopsyche lycormas, jap. カバイロシジミ
- Phengaris arionides takamukui, jap. オオゴマシジミ
- Heller Wiesenknopf-Ameisenbläuling (Unterart Phengaris teleius ogumae, jap. ゴマシジミ北海道・東北亜種)
- Pithecops corvus ryukyuensis, jap. リュウキュウウラボシシジミ
- Geißklee-Bläuling (Unterart Plebejus argus micrargus, jap. ヒメシジミ本州・九州亜種)
- Spindasis takanonis, jap. キマダラルリツバメ
- Tongeia fischeri caudalis, jap. クロツバメシジミ九州沿岸・朝鮮半島亜種
- Tongeia fischeri japonica, jap. クロツバメシジミ東日本亜種
- Tongeia fischeri shojii, jap. クロツバメシジミ中国地方・四国・九州内陸亜種

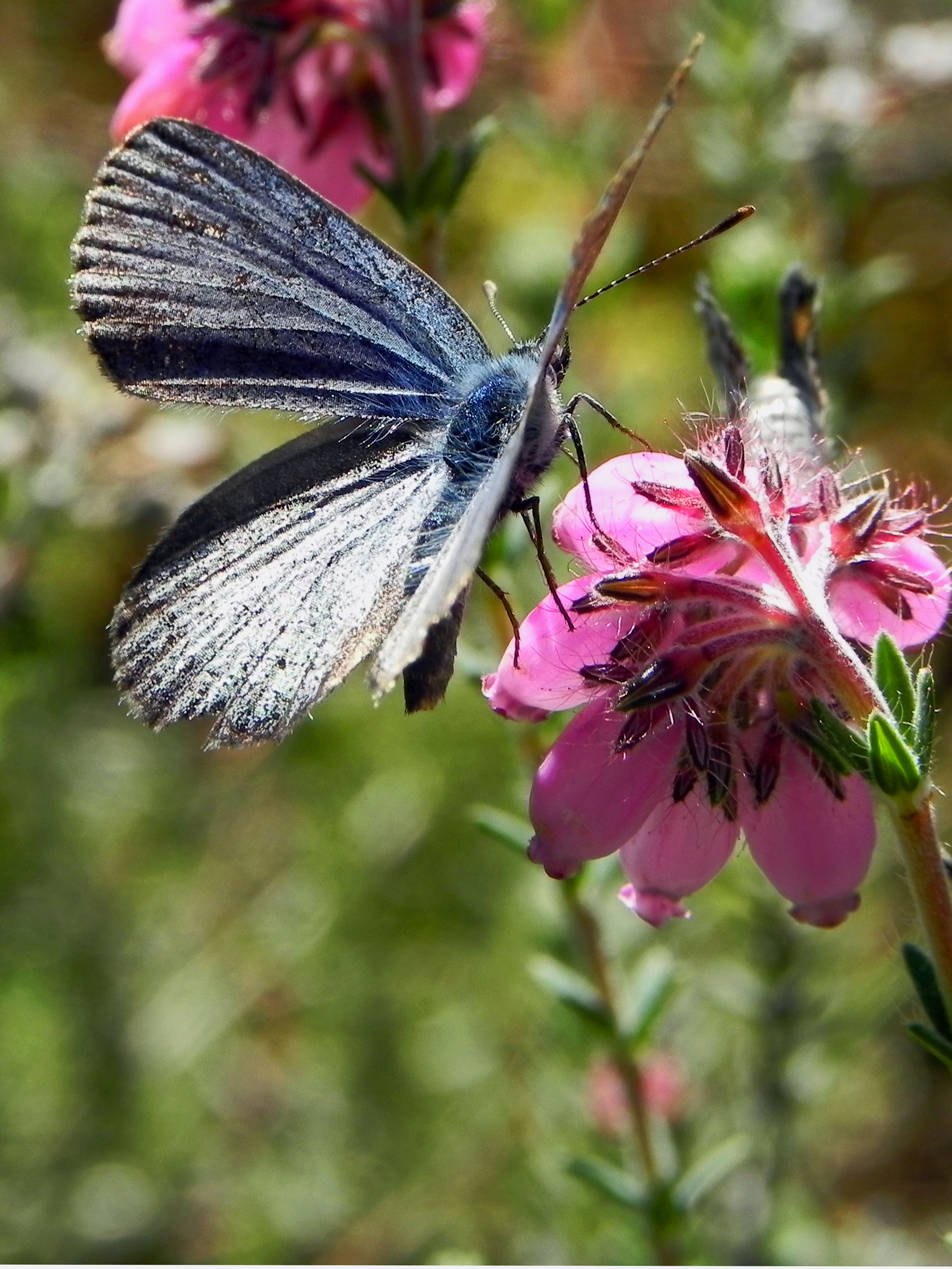
Hochmoor-Bläuling

- Hochmoor-Bläuling (Unterart Vacciniina optilete daisetsuzana, jap. カラフトルリシジミ)
- Brombeer-Perlmuttfalter (Unterart Brenthis daphne iwatensis, jap. ヒョウモンチョウ北海道・本州北部亜種)
- Clossiana freija asahidakeana, jap. アサヒヒョウモン
- Clossiana iphigenia, jap. カラフトヒョウモン
- Wald-Wiesenvögelchen (Unterart Coenonympha hero neoperseis, jap. シロオビヒメヒカゲ北海道西部亜種)

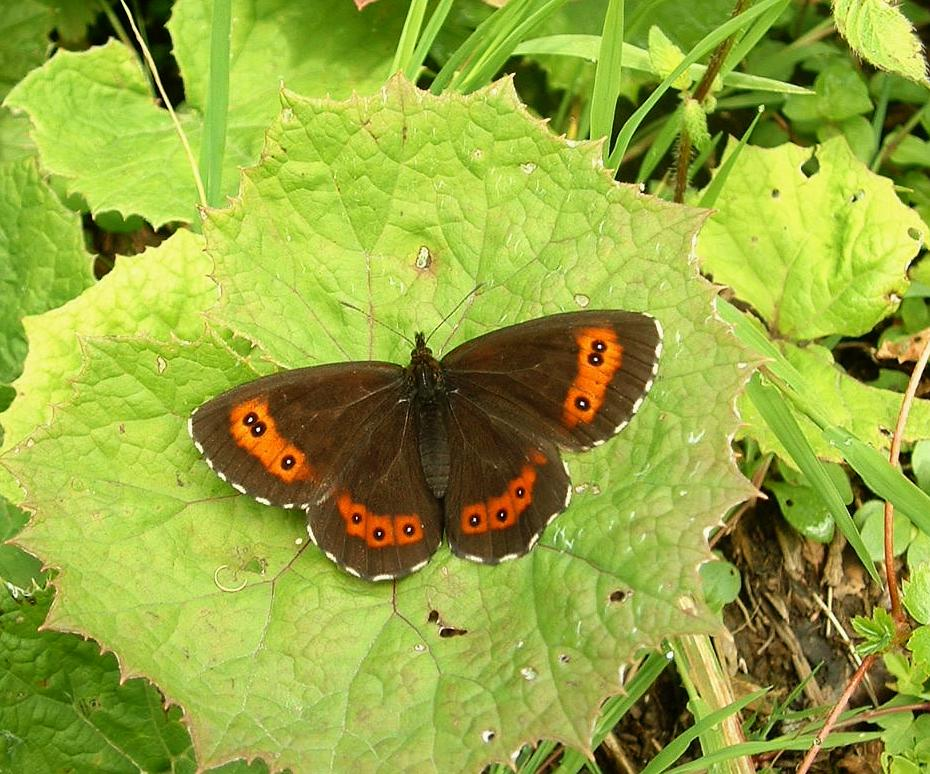
Weißbindiger Mohrenfalter

- Weißbindiger Mohrenfalter (Unterart Erebia ligea rishirizana, jap. クモマベニヒカゲ北海道亜種)
- Weißbindiger Mohrenfalter (Unterart Erebia ligea takanonis, jap. クモマベニヒカゲ本州亜種)
- Erebia neriene niphonica, jap. ベニヒカゲ本州亜種

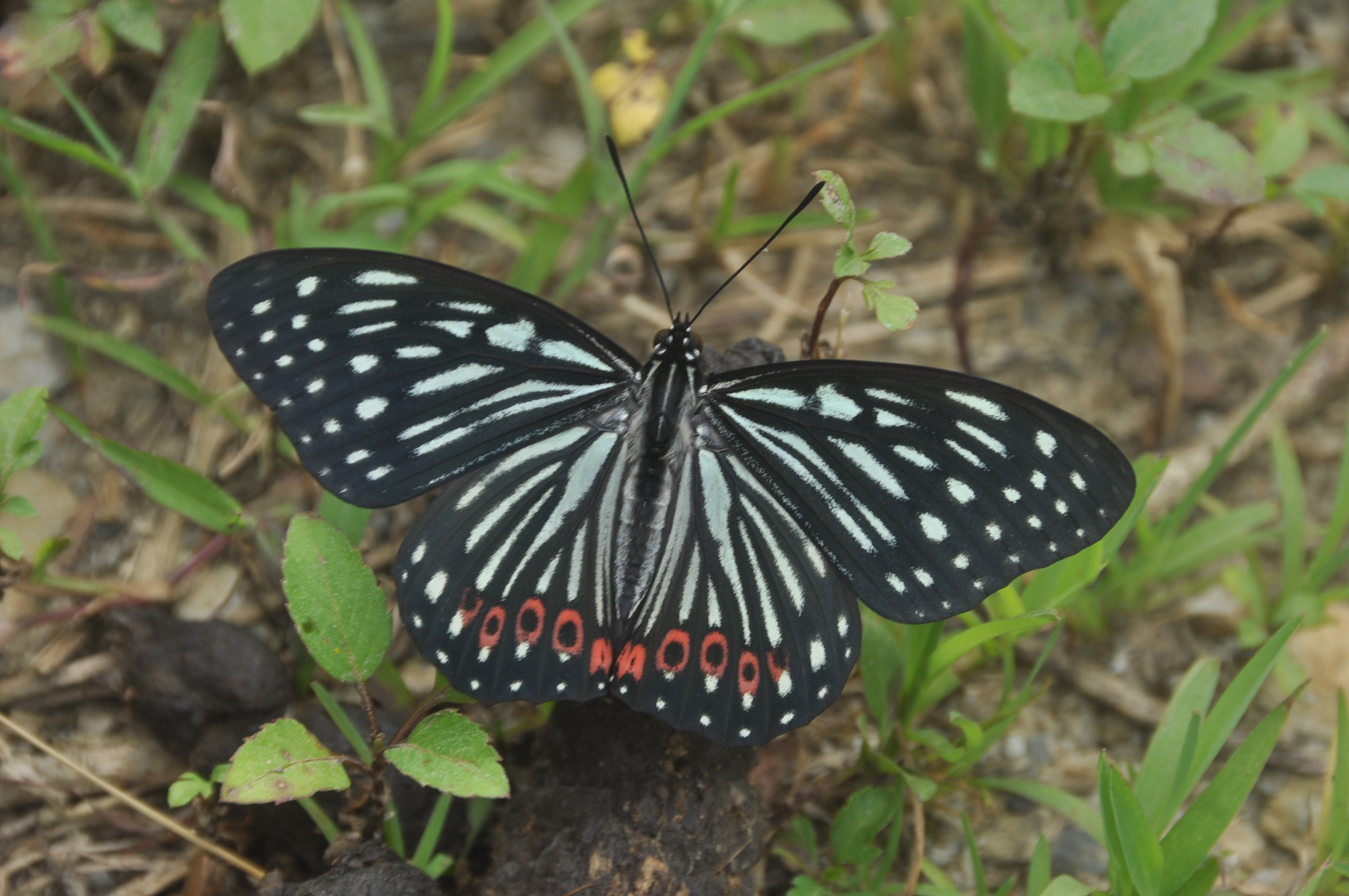
Hestina assimilis

- Hestina assimilis shirakii, jap. アカボシゴマダラ奄美亜種

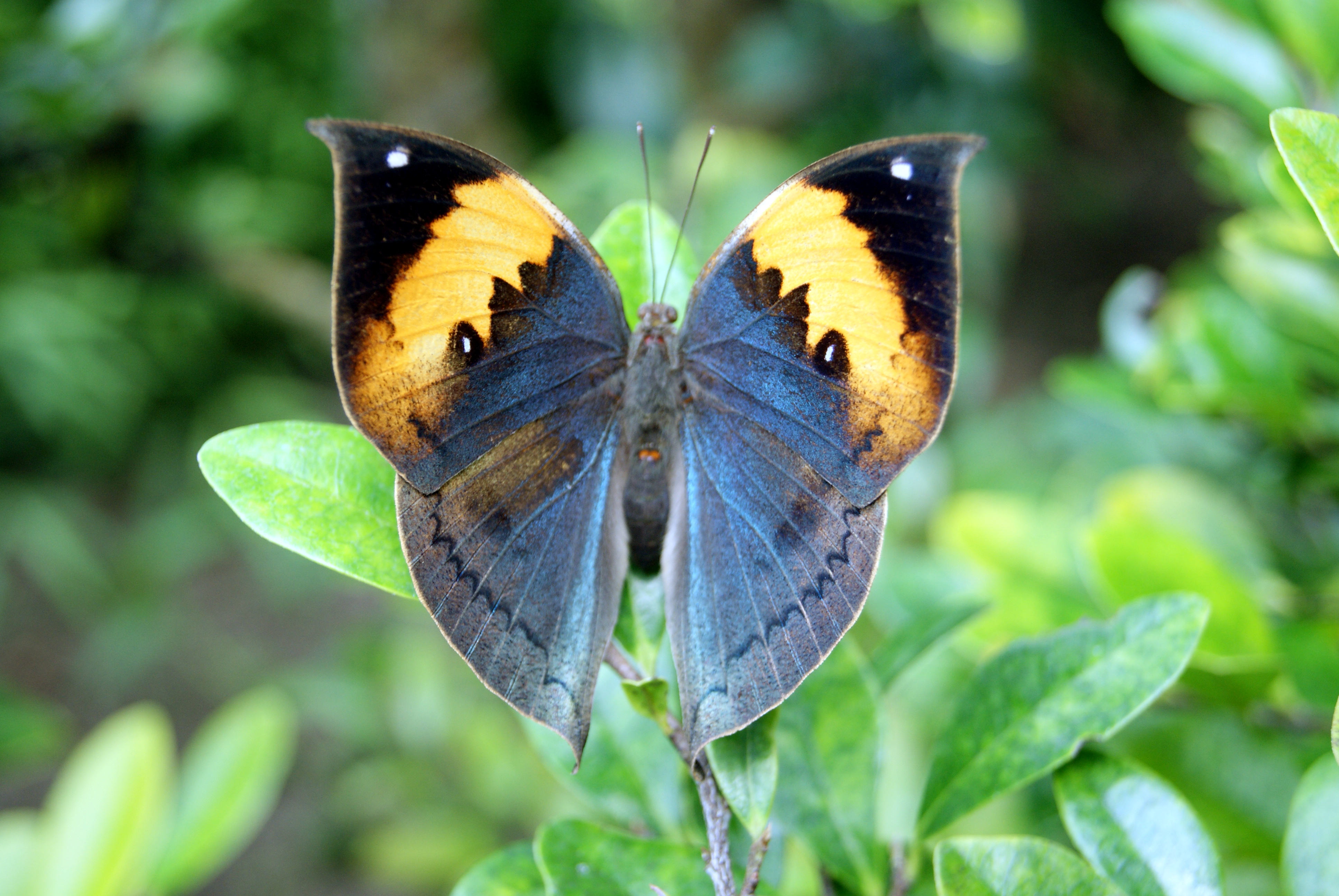
Kallima inachus

- Kallima inachus eucerca, jap. コノハチョウ
- Kirinia fentoni, jap. キマダラモドキ
- Lethe europa pavida, jap. シロオビヒカゲ
- Oeneis melissa daisetsuzana, jap. ダイセツタカネヒカゲ
- Oeneis norna asamana, jap. タカネヒカゲ飛騨山脈亜種
- Polyura eudamippus weismanni, jap. フタオチョウ

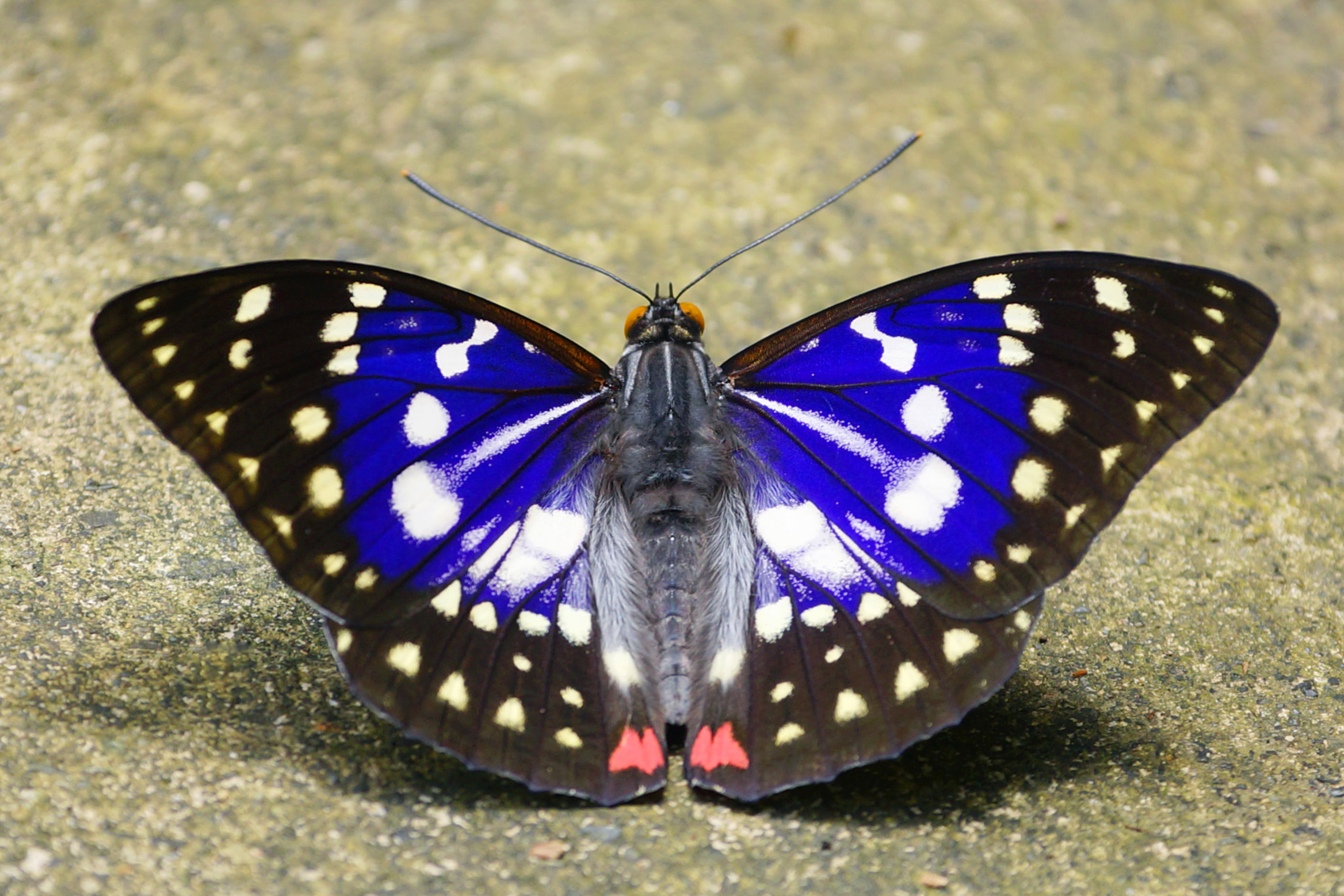
Sasakia charonda

- Sasakia charonda charonda, jap. オオムラサキ
- Ypthima masakii, jap. マサキウラナミジャノメ
- Ypthima riukiuana, jap. リュウキュウウラナミジャノメ
- Ypthima yayeyamana, jap. ヤエヤマウラナミジャノメ
- Apochima excavata, jap. クワトゲエダシャク
- Boninnadagara crinomorpha, jap. マルバエダシャク
- Eupithecia extensaria, jap. シロマダラカバナミシャク
- Gymnoscelis boninensis, jap. オガサワラチビナミシャク
- Gymnoscelis melaninfra, jap. ウラグロチビナミシャク
- Gymnoscelis montgomeryi, jap. ウラジロチビナミシャク
- Pelagodes ogasawarensis, jap. チビサザナミシロアオシャク
- Pseudonadagara hepatica, jap. カギバエダシャク
- Warreniplema fumicosta islandica, jap. アトキフタオ小笠原亜種
- Actias gnoma, jap. オナガミズアオ

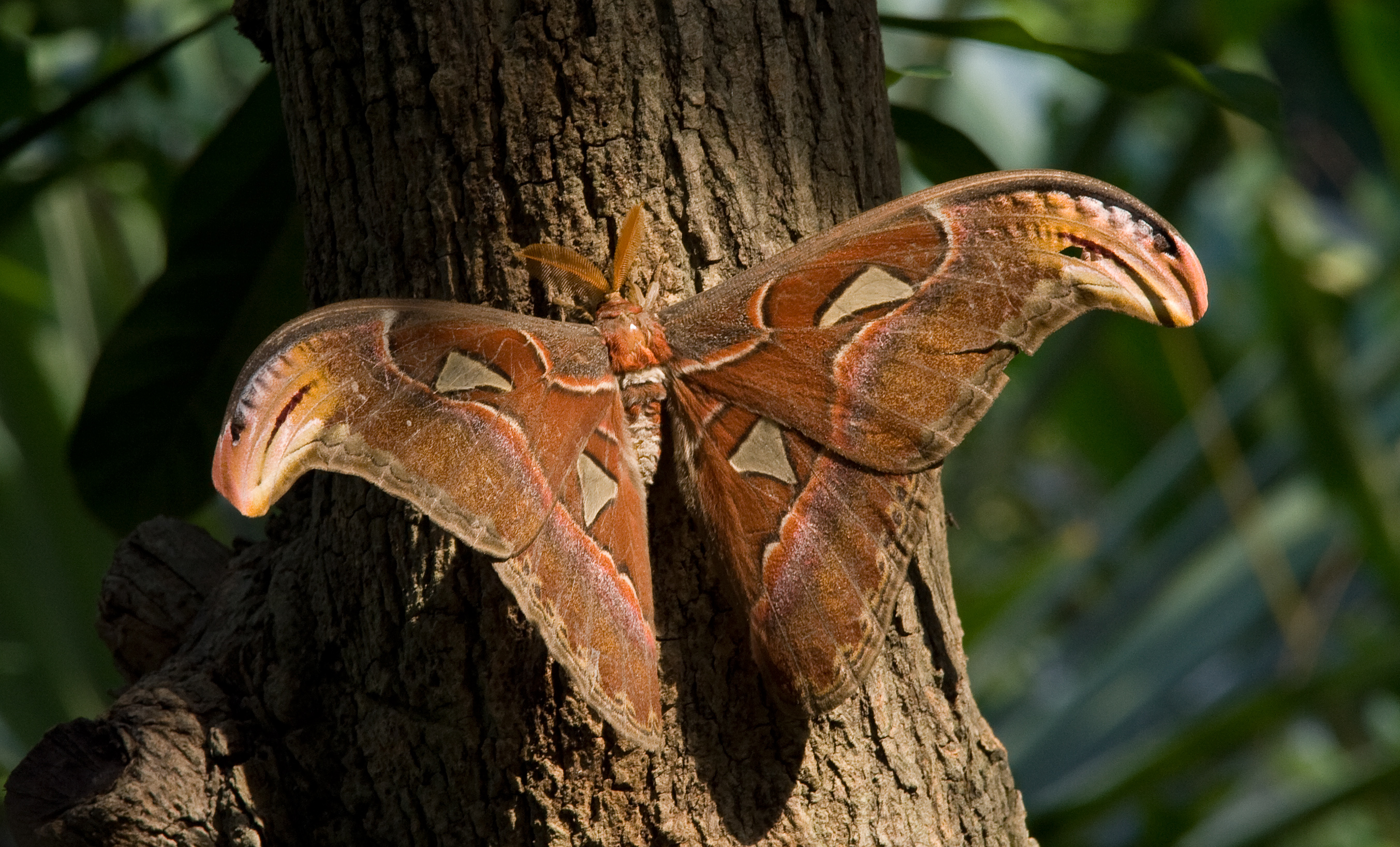
Atlasspinner

- Atlasspinner (Attacus atlas, jap. ヨナグニサン)
- Loepa sakaei, jap. ハグルマヤママユ
- Deilephila askoldensis, jap. ヒメスズメ
- Polyptychus chinensis, jap. ハガタスズメ
- Ptilodon kuwayamae, jap. クワヤマエグリシャチホコ
- Ramesa tosta, jap. カバイロシャチホコ
- Calliteara virginea, jap. ウスジロドクガ
- Kidokuga torasan, jap. トラサンドクガ
- Schilf-Bürstenspinner (Laelia coenosa, jap. スゲドクガ)
- Laelia kunigamiensis, jap. クニガミスゲドクガ
- Aloa lactinea, jap. マエアカヒトリ
- Amata flava aritai, jap. ツマキカノコ
- Eilema degenerella, jap. シロホソバ
- Eilema fuscodorsalis, jap. ヤネホソバ

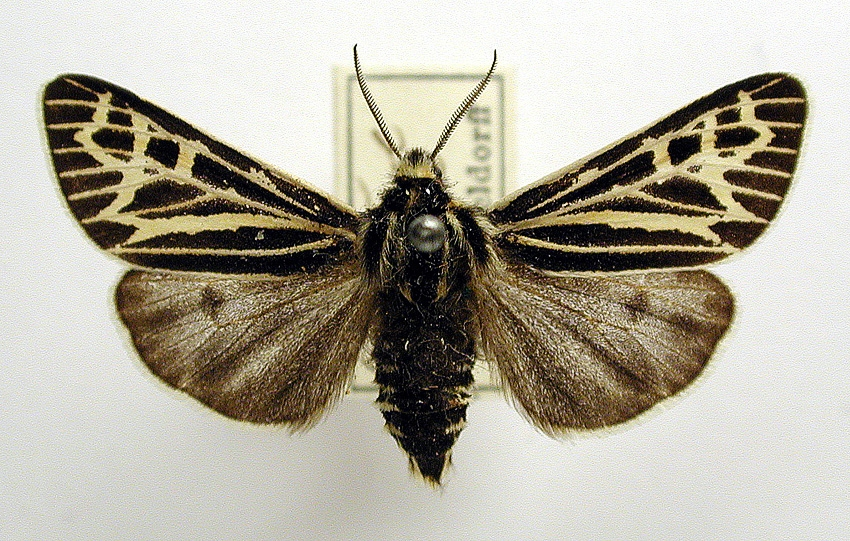
Gletscherbär

- Gletscherbär (Unterart Grammia quenseli daisetsuzana, jap. ダイセツヒトリ)
- Nikaea matsumurai, jap. トラガモドキ

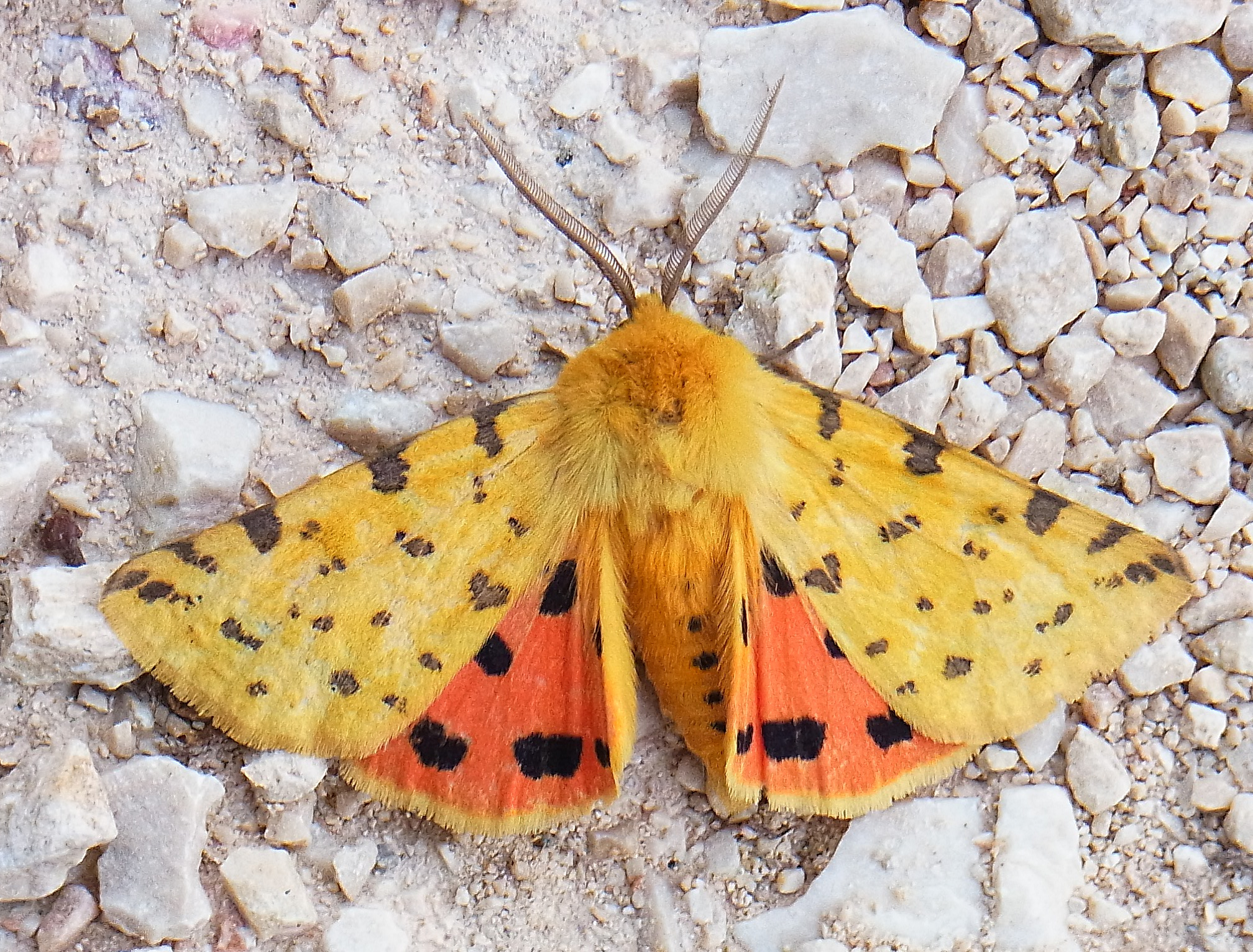
Purpurbär

- Purpurbär (Rhyparia purpurata, jap. ゴマベニシタヒトリ)
- Meganola mikabo, jap. ミカボコブガ
- Nola umetsui, jap. チョウカイシロコブガ
- Acronicta carbonaria, jap. ウスズミケンモン
- Acronicta digna, jap. クビグロケンモン
- Acronicta lutea, jap. ウスジロケンモン
- Adisura atkinsoni, jap. アカヘリヤガ
- Agrotis desertorum, jap. ハマヤガ
- Amphipyra okinawensis, jap. クロシマカラスヨトウ
- Alpenmatten-Zwergweideneule (Anarta melanopa, jap. コイズミヨトウ)
- Callopistria ogasawaraensis, jap. ムニンツマキリヨトウ

- Catocala actaea, jap. コシロシタバ
- Catocala ella, jap. ミヤマキシタバ
- Catocala koreana, jap. アズミキシタバ
- Catocala nagioides, jap. ヒメシロシタバ

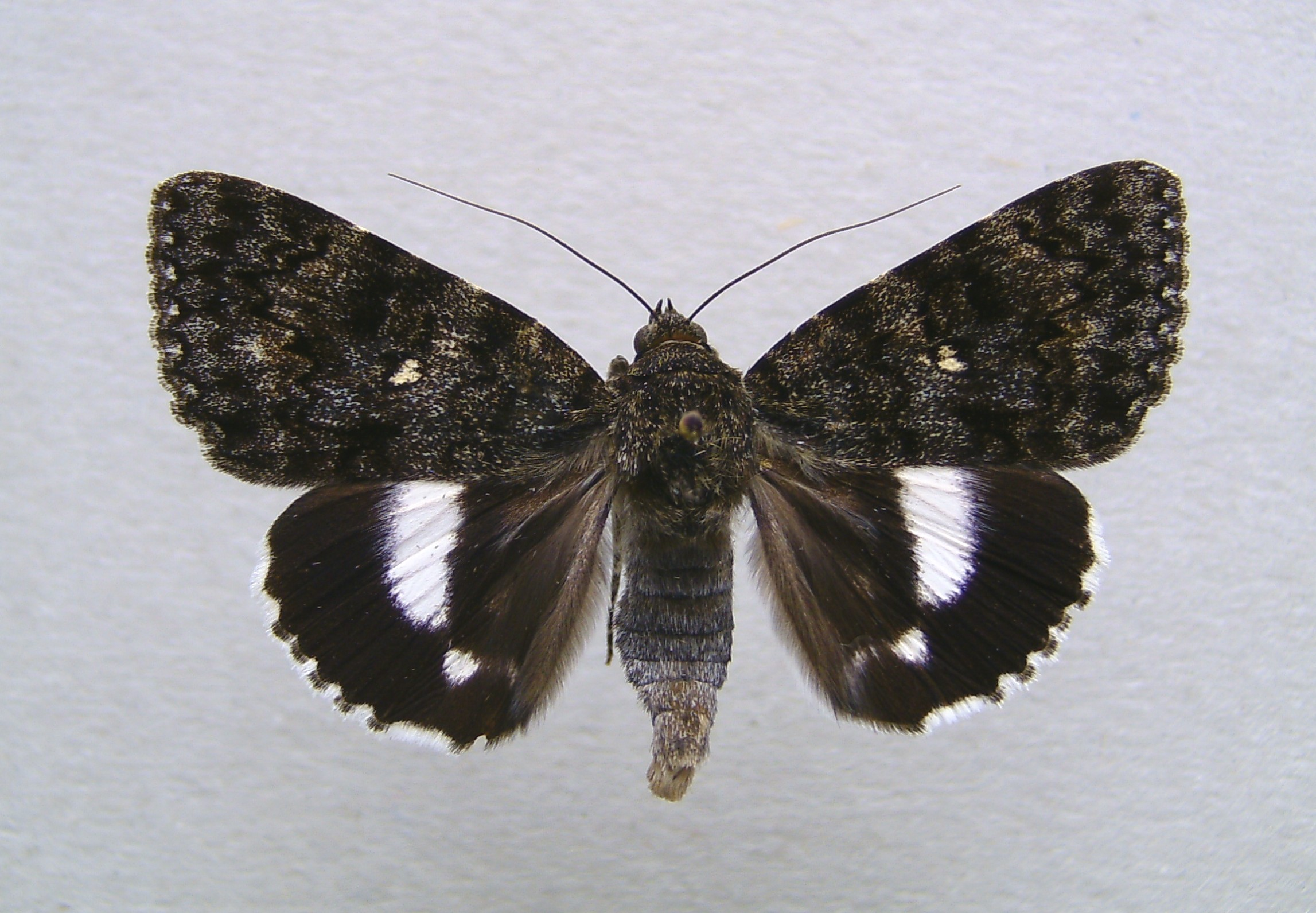
Catocala actaea

- Cidariplura signata, jap. カギモンハナオイアツバ
- Coranarta carbonaria, jap. ダイセツキシタヨトウ

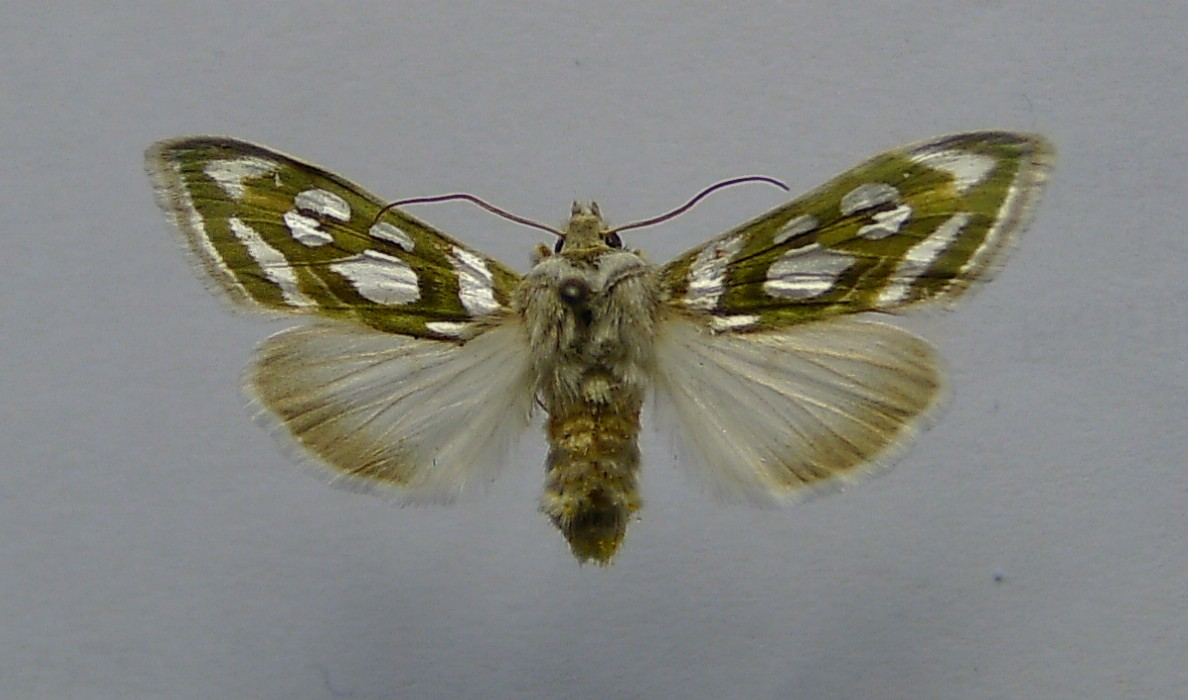
Silbermönch

- Silbermönch (Cucullia argentea, jap. アオモンギンセダカモクメ)
- Bräunlichgrauer Beifuß-Mönch (Cucullia fraudatrix, jap. ホシヒメセダカモクメ)
- Cucullia jankowskii, jap. ギンモンセダカモクメ
- Cucullia mandschuriae, jap. ダイセンセダカモクメ
- Eupsilia contracta, jap. ウスミミモンキリガ
- Eupsilia hidakaensis, jap. ヒダカミツボシキリガ
- Weißbinden-Nelkeneule (Hadena compta, jap. シロオビヨトウ)
- Helicoverpa sugii, jap. クロタバコガ
- Heliothis bivittata, jap. ギンスジアカヤガ
- Hypena claripennis, jap. キシタアツバ
- Jodia sericea, jap. ミスジキリガ
- Sarbanissa yunnana, jap. ツリフネソウトラガ
- Sideridis kitti, jap. フジシロミャクヨトウ
- Speiredonia inocellata, jap. ホラズミクチバ
- Sympistis funebris kurodakeana, jap. クロダケタカネヨトウ
- Virgo confusa, jap. ニセトガリヨトウ
- Xestia descripta, jap. アサマウスモンヤガ

## Unzureichende Datengrundlage (DD)
2 Arten:

- Neopithecops zalmora zalmora, jap. ヒメウラボシシジミ
- Catocala naganoi mahoroba, jap. マホロバキシタバ